# Emre Taşdemir
Emre Taşdemir, né le 8 août 1995 à Yenimahalle en Turquie, est un footballeur international turc qui évolue au poste d'arrière gauche avec le club de Pendikspor en Süper Lig turque.

## Biographie

### En club
Emre Taşdemir est formé au MKE Ankaragücü, avec lequel il fait ses débuts en professionnels, dans les divisions inférieures du championnat turc. En juillet 2014, il rejoint Bursaspor, avec qui il découvre la Süper Lig, jouant son premier match dans la compétition le 3 janvier 2015, lors de la victoire de son équipe face à l'Akhisar Belediyespor (3-1). Il inscrit son premier but en Süper Lig le 10 décembre 2016, sur la pelouse de Beşiktaş (défaite 2-1).
Le 9 janvier 2019, lors du mercato hivernal, Emre Taşdemir s'engage avec le Galatasaray SK. Il joue son premier match sous ses nouvelles couleurs le 19 janvier 2019, lors de la large victoire de son équipe en championnat face à son ancien club, le MKE Ankaragücü (6-0). Il entre en jeu ce jour-là à la place de Martin Linnes.
Le 23 janvier 2020, Emre Taşdemir est prêté à Kayserispor jusqu'à la fin de la saison 2019-2020.

### En équipe nationale
Avec les moins de 19 ans, il est l'auteur d'un doublé lors d'un match amical contre la Macédoine en septembre 2013 (victoire 4-1).
En 2014, il représente les moins de 20 ans à trois reprises.
Emre Taşdemir honore sa première sélection avec l'équipe nationale de Turquie le 8 juin 2015, face à la Bulgarie. Il est titulaire ce jour-là et son équipe s'impose par quatre buts à zéro.

## Palmarès
Bursaspor
- Coupe de Turquie (0) :
  - Finaliste : 2014-15.

 Galatasaray SK
- Champion de Turquie (2) :
  - Champion : 2018-19.
  - Champion : 2022-23.
- Coupe de Turquie (1) :
  - Vainqueur : 2018-19.